# Campionati europei di atletica leggera 1946 - Staffetta 4×100 metri femminile
La staffetta 4×100 metri femminile si tenne il 25 agosto.

## Risultati
| Pos | Nazione | Atleti                                                                      | Tempo | Note |
| --- | --- | --------------------------------------------------------------------------- | ----- | ---- |
| 1   | Paesi Bassi | Gerda Koudijs Nettie Timmer Martha Adema Fanny Blankers-Koen                | 47.8  |      |
| 2   | Francia | Léa Caurla Anne-Marie Colchen Claire Brésolles Monique Drilhon              | 48.5  |      |
| 3   | [[File: Flag of the Soviet Union (1936 – 1955).svg\|class=noviewer\| Unione Sovietica (bandiera)\|border\|20x16px]] Unione Sovietica | Yevgeniya Sechenova Valentina Fokina Elene Gokieli Valentina Vasilyeva      | 48.7  |      |
| 4   | Regno Unito | Joyce Judd Sylvia Cheeseman Maureen Gardner Winifred Jordan                 | 48.7  |      |
| 5   | Svezia | Greta Magnusson Kerstin Josefsson Ulla-Britt Althin Ann-Britt Leyman        | 49.3  |      |
| 6   | Polonia | Irena Hejducka Stanisława Walasiewicz Mieczysława Moder Jadwiga Słomczewska | 50.6  |      |